# HP FOCUS

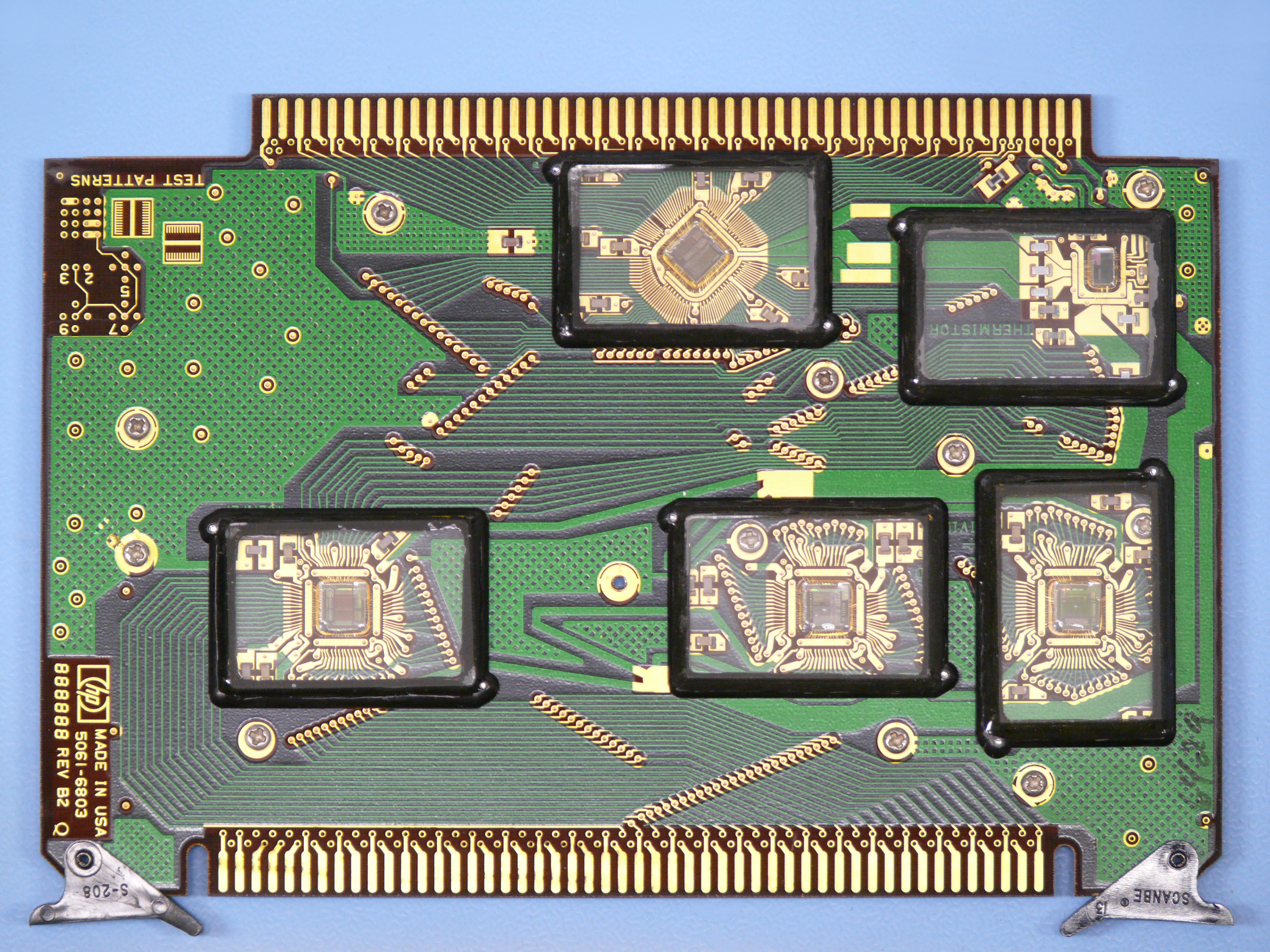
HP FOCUS processzor és támogató csipjei egy „finstrate” kártyán

A Hewlett-Packard FOCUS mikroprocesszora 1982-ben jelent meg; ez volt az első, kereskedelmi forgalomba került egycsipes, teljesen 32 bites mikroprocesszor a mikroprocesszor-piacon. Ebben az időben a 32 bites processzorok mezőnyében a többi gyártó (DEC, IBM, Prime Computer stb.) mind többcsipes bitszelet-technikájú kialakításokkal volt jelen (az AT&T Bellmac 32 processzorát leszámítva).

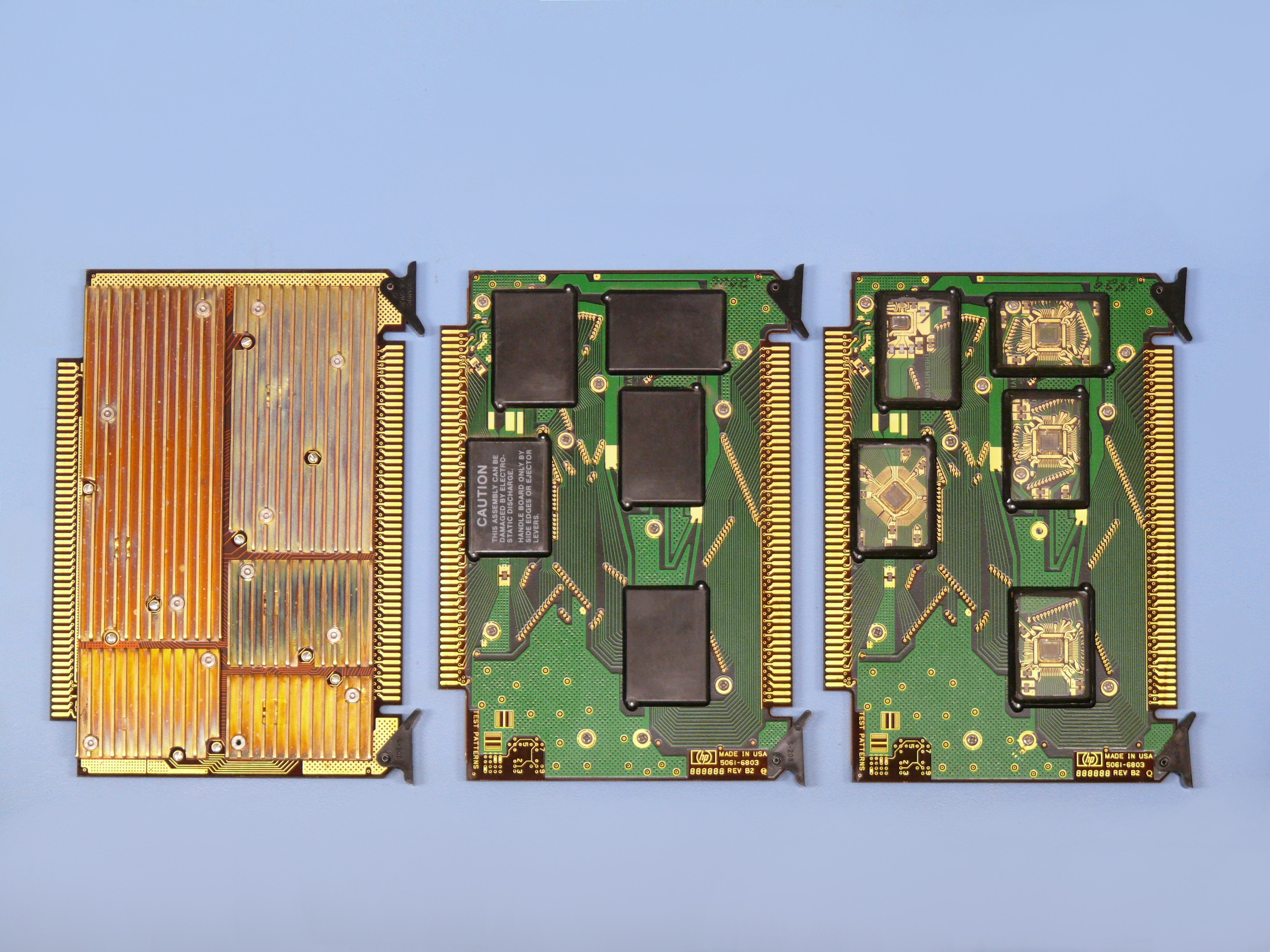
FOCUS CPU kártyák a HP9000 Series 500 számítógépből

A FOCUS architektúra (Focus CPU, Focus I/O processzor – IOP, Focus memóriavezérlő (MMU), 16 KiB × 8 dinamikus RAM, és egy timer) a Hewlett-Packard HP 9000 Series 500 munkaállomásokban és szerverekben került felhasználásra – a szerversorozatot eredetileg HP 9020-nak hívták, és nem hivatalosan HP 9000 Series 600-ként emlegették. Ez egy veremszervezésű architektúra, utasításkészlete több mint 220 utasítást tartalmaz, amelyek közt vannak 32 bit és 16 bit széles utasítások is. Képes többprocesszoros konfigurációban is működni (legfeljebb 3 processzor).
A FOCUS CPU kialakítását és szerkezetét nagyban befolyásolta az az egyedi SOS (szilícium, zafír szigetelőrétegen) technológiára alapozó integráltáramkör-tervezési módszer, amelyet a HP a 16 bites HP 3000 sorozatú gépeinél alkalmazott. A processzor a HP 3000-es verem-architektúrájának 32 bites megvalósítása, egycsipes megvalósításhoz optimalizálva és lehetővé téve a multiprocesszoros működést. A processzor kb. 450 000 tranzisztort tartalmaz. Teljes mértékben mikroprogramozott, a mikrokód-utasítások 38 bitesek, a mikrokód-vezérlőtár 9216 db. 38 bites szóból áll. A processzornak nincsenek általános célú, programozó által látható regiszterei; 39 db. 32 bites belső regisztere van, de ezek a külvilág felé nem láthatóak. A belső adatutak és regiszterek mind 32 bitesek. ALU-ja 32 bites, szorzó és osztó logikát, N-bites eltolót tartalmaz, 7 regiszterporttal rendelkezik a memória-processzorsínhez. Szegmentált memóriamodellt használ.
Az utasításkészlet verem-alapú. Minden program saját végrehajtási veremmel rendelkezik a helyi változók allokálásához, a paraméterek átadásához más eljárásoknak, a processzor állapotának mentéséhez az eljáráshívásoknál és a kifejezések kiértékeléséhez. Vannak utasítások az adatoknak a memóriából a verembe való beírására, valamint az adatoknak a veremről való kiemelésére és a memóriában való tárolására. Az aritmetikai utasítások a verem legfelső adatszavaival működnek, az eredményüket szintén a veremben hagyják. A több paramétert használó utasítások a paramétereiket a verem tetejéről kapják.
A 32 bites betöltőutasítás végrehajtási ideje igazításellenőrzéssel együtt 550 ns, a 64 bites lebegőpontos szorzás 6 μs. A mikroutasítások végrehajtási ideje 55 ns (18,18 MHz). A processzor órajele 18 MHz. Átlagos teljesítménye kb. 1 MIPS.
A HP 9000-es gépekben a processzor-csip mellett egyéb támogató áramkörökre – IOP, MMU, RAM, timerek – is szükség volt, összességében öt NMOS-áramkör dolgozott együtt 18 MHz-es órajelen.
A processzor a HP NMOS-III IC-gyártási folyamatával készült, ennek nagy sűrűsége miatt problémát okozott a magas hőtermelés (disszipáció). Ezt úgy oldották meg, hogy a csipeket egy speciális nyomtatott áramköri lapra szerelték, amelynek a középső rétegét egy kb. 1 mm vastagságú rézlemez alkotta, a műanyag rétegek erre voltak felragasztva; ez a technika a „finstrate” elnevezést kapta.
1989-ben a FOCUS sorozat helyébe az akkoriban újnak számító PA-RISC architektúra lépett.

## Fordítás
Ez a szócikk részben vagy egészben  a   HP FOCUS című angol Wikipédia-szócikk ezen változatának fordításán alapul.  Az eredeti cikk szerkesztőit annak laptörténete sorolja fel. Ez a jelzés csupán a megfogalmazás eredetét és a szerzői jogokat jelzi, nem szolgál a cikkben szereplő információk forrásmegjelöléseként.